# Combustíveis alternativos

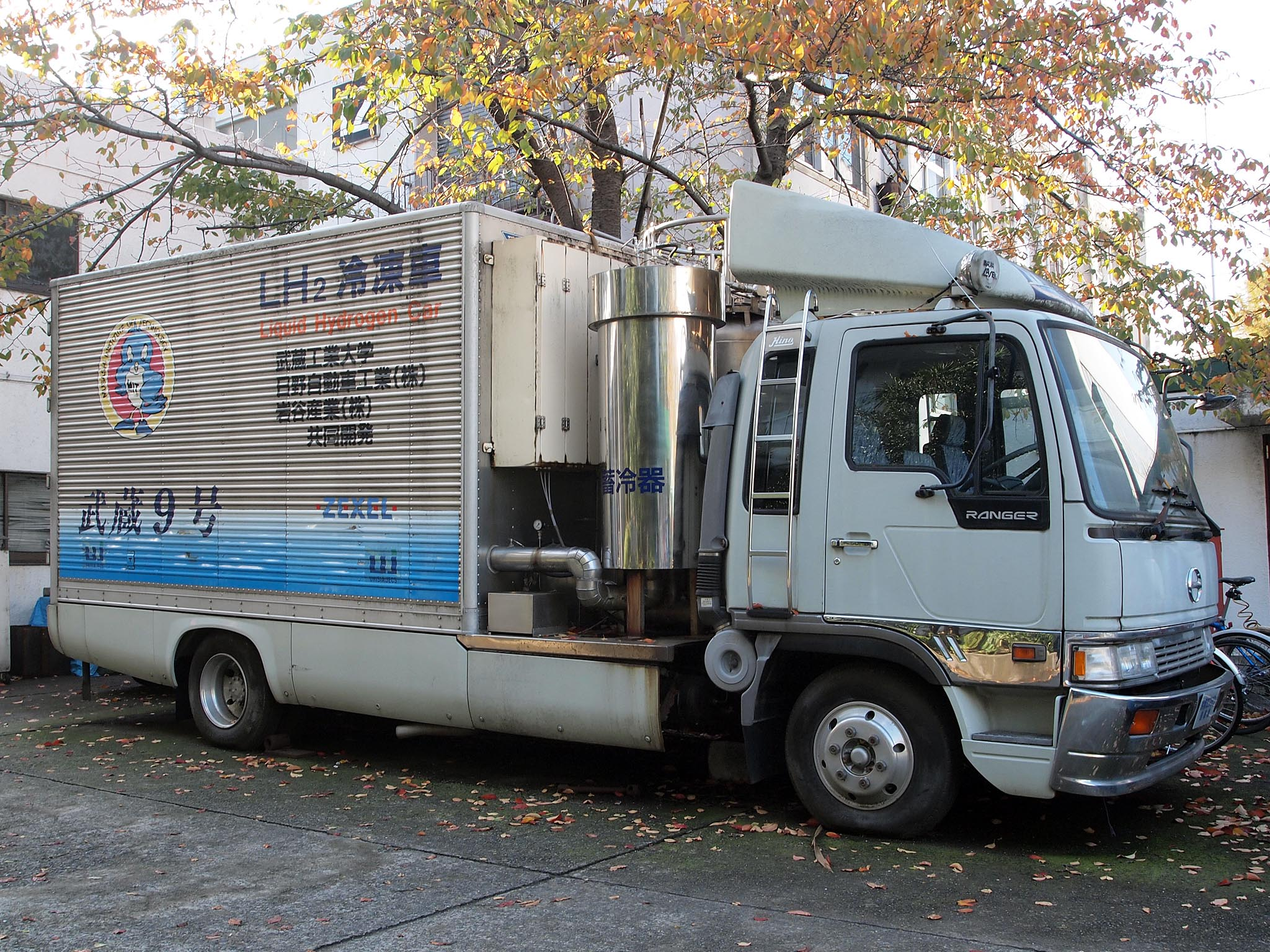
Veículo com motor de combustão interna a hidrogênio.

Combustíveis alternativos, também conhecidos como combustíveis não convencionais, são materiais ou substâncias que podem ser utilizados como combustíveis, com excepção ou em substituição dos combustíveis convencionais, ou seja, são uma alternativa aos combustíveis fósseis (petróleo, carvão, propano e gás natural), e de materiais nucleares, como urânio.

O impulso que estas novas fontes de energia receberam nos últimos tempos, devem-se sobretudo na diminuição dos impactos ambientais devidos ao uso de combustíveis fósseis, assim como uma maior racionalização de meios e recursos técnicos, humanos e financeiros.

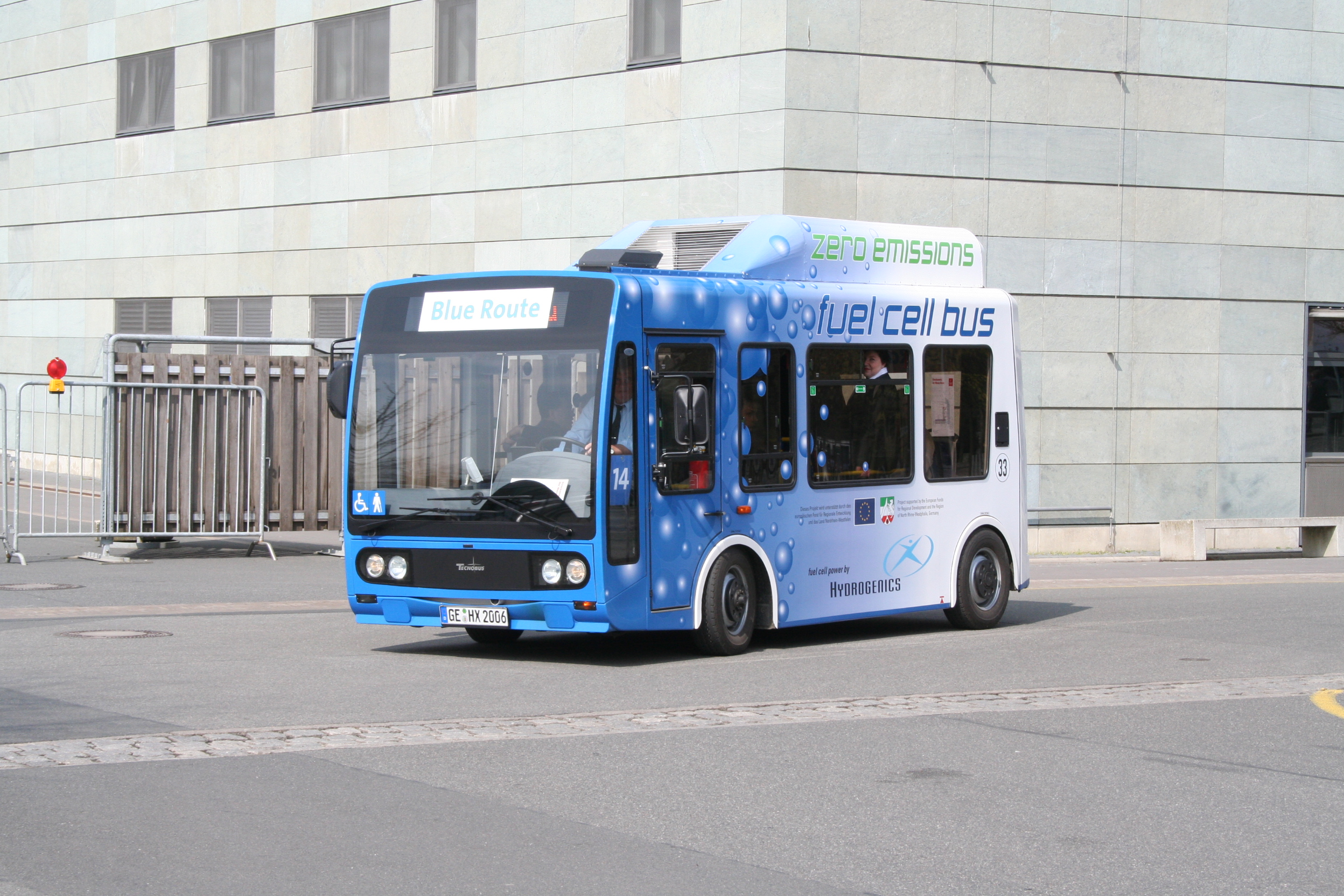
Autocarro movido a células de hidrogénio

## Exemplos

### Combustíveis renováveis

#### Combustíveis gasosos
| Nome           | Definição |
| -------------- | --- |
| Bio-hidrogénio | hidrogénio produzido a partir de biomassa e/ou da fração biodegradável de resíduos, para utilização como biocombustível                                                                                |
| Biogás         | gás combustível produzido a partir de biomassa e/ou da fração biodegradável de resíduos, que pode ser purificado até à qualidade do gás natural, para utilização como biocombustível ou gás de madeira |
| Gás de síntese | gases obtidos ("fabricados") através dos processos de gaseificação e/ou pirólise (ver: gasogênio) |

#### Combustíveis líquidos
| Nome        | Definição |
| ----------- | --- |
| Bioetanol   | etanol produzido a partir de biomassa e/ou da fração biodegradável de resíduos para utilização como biocombustível                                                  |
| Biodiesel   | éster metílico e/ou etílico, produzido a partir de óleos vegetais ou animais, com qualidade de combustível para motores diesel, para utilização como biocombustível |
| Biogasolina | combustível substituto da gasolina "tradicional" obtido da biomassa                                                                                                 |
| Biometanol  | metanol produzido a partir de biomassa para utilização como biocombustível                                                                                          |